# Селеменев, Сергей Николаевич
Сергей Николаевич Селеменев (род. 17 апреля 1961, Железногорск, Красноярский край, РСФСР) — российский театральный актёр, режиссёр, педагог, заслуженный артист России.

## Биография
Сергей Селеменев родился в 1961 году в Железногорске, Красноярский край (РСФСР).
В 1982 году окончил Красноярский государственный институт искусств, художественным руководителем курса театрального факультета был Натан Израилевич Басин. Дипломный спектакль — «Васса Железнова» по произведению М. Горького, руководитель курса — Н. И. Басин, Пятеркин — Сергей Селеменев.
1 августа 1982 года начал работу в Красноярском драматическом театре им. А. С. Пушкина.
В 1987—1988 гг. являлся педагогом курса «Мастерство актера» в Красноярской академии музыки и театра.
Создатель и руководитель театра «Круиз» (г. Красноярск), 1985—1988 гг., создатель и руководитель театра-студии «На проспекте Мира» (г. Красноярск), 1987—1989 гг.
10 августа 1989 года переведён в Рижский театр русской драмы. Работал педагогом курса «Мастерство актера» в Рижской консерватории.
12 сентября 1993 года вернулся работать в Красноярский драматический театр им. А. С. Пушкина на должность актёра, с 9 декабря 2005 года переведен на должность актёра и режиссёра, работает там же в настоящее время.

## Творчество

### Театральные работы
Красноярский драматический театр им. А. С. Пушкина:
- 1978 год — спектакль «Спутники» по произведению В. Пановой — Солдат
- 1979 год — спектакль «Борис Годунов» по произведению А. Пушкина — Федор, царевич
- 1983 год — спектакль «Из записок неизвестного» по произведению Ф. М. Достоевского — Колька Почуфаров
- 1983 год — спектакль «Мельница счастья» по произведению Виктора Мережко — Колька Почуфаров
- 1984 год — спектакль «Театр времен Нерона и Сенеки» по произведению Э. Радзинского — Амур
- 1985 год — спектакль «Не убий!» по произведению В. П. Астафьева — Андрей Бусыгин
- 1985 год — спектакль «Don Cil De Las Calzas Verdes» по произведению Тирсо де Молина — Кинтана
- 1987 год — спектакль «Спортивные сцены 1981 года» по произведению Э. Радзинского — Сережа
- 1989 год — спектакль «Матросская тишина» по произведению А. Галича — Давид
- 1994 год — спектакль «Грехопадение» по произведению В. Набокова — Мим
- 1996 год — спектакль «Горе от ума» по произведению А. Грибоедова — Антон Загорецкий
- 1998 год — спектакль «Семейный портрет с посторонним» по произведению Степана Лобозерова — Виктор
- 1999 год — спектакль «Коллекция» по произведению Гарольда Пинтера — Джеймс
- 2000 год — спектакль «Горячее сердце» по произведению А. Н. Островского — Серапион Мардарьич Градобоев[3]
- 2000 год — спектакль «Калигула» по произведению А. Камю — Кассий
- 2001 год — спектакль «MacBeth» — Банко
- 2002 год — спектакль «Средство Макропулоса» по произведению Карела Чапека — Альберт Грегор
- 2002 год — спектакль «Петр и Алексей» по произведению Фридриха Горенштейна — Алексей
- 2003 год — спектакль «Тот, кто получает пощечины» по произведению Леонида Андреева — Тот
- 2004 год — спектакль «Остров герцога Просперо» по пьесе У. Шекспира — Калибан, пасынок Просперо
- 2004 год — спектакль «Санта-Крус» по произведению Макса Фриша — Писарь
- 2004 год — спектакль «Продавец дождя» по произведению Ричарда Нэш — Ной
- 2004 год — спектакль «Билокси-Блюз» по пьесе Нила Саймона — Сержант Туми
- 2004 год — спектакль «Веселый солдат» по произведению В. П. Астафьева — Скорик
- 2005 год — спектакль «Ханума» по произведению А. А. Цагарели — Купец Микич
- 2006 год — спектакль «Счастливого Рождества, дядюшка Скрудж» по произведению Ольги Никифоровой — Скрудж[4]
- 2006 год — спектакль «Король Лир» по произведению Уильяма Шекспира — Эдмунд
- 2007 год — спектакль «Трехгрошовая опера» по произведению Бертольда Брехта — господин Пичем
- 2007 год — спектакль «Полковник Птица» по произведению Христо Бойчева — Полковник
- 2008 год — спектакль «Чисто семейное дело» по мотивам пьесы Рэя Куни — Дэвид Мортимер
- 2009 год — спектакль «Пули над Бродвеем» по произведению Вуди Аллена — Чич
- 2009 год — спектакль «Темные аллеи» по произведению Ивана Бунина — Сергей Петрович
- 2010 год — спектакль «Места и воспоминания» по произведению Минору Бэцуяку — первый мужчина
- 2012 год — спектакль «Варвары» по произведению Максима Горького — Монахов Маврикий Осипович
- 2013 год — спектакль «Тихий шорох уходящих шагов» по произведению Дмитрия Богословского — Александр
- 2015 год — спектакль «Пастух и пастушка» по произведению В. П. Астафьева — Пафнутьев[5]
- 2016 год — спектакль «История одного выстрела» по произведению А.П. Чехова — Войницкий
- 2017 год — спектакль «Покровские ворота» по произведению Леонида Зорина — Хобботов
- 2019 год — спектакль «Август: Графство Осейдж» по произведению  Трейси Леттса  — Стив[6]

Рижский театр русской драмы
- 1989 год — спектакль «И был день» по произведению А. Дударева — Журналист
- 1989 год — спектакль «Чонкин» по произведению Владимира Войновича — Иван Чонкин
- 1989 год — спектакль «Матросская тишина» по произведению А. Галича — Давид
- 1990 год — спектакль «Одураченный муж» по произведению Жана-Батиста Мольера — Клитандр
- 1992 год — спектакль «Камера Обскура» по произведению В. Набокова — Мим
- 1992 год — спектакль «Комедия ошибок» по произведению В. Шекспира — Дромио Эфесский

### Фильмография
- 1987 год — «Подданные революции» — Гимназист
- 2002 год — «Улицы разбитых фонарей-4» — Полковник
- 2004 год — «Ростки» — Старший

### Режиссёрские работы
- Б. Васильев «Завтра была война», Красноярск
- С. Селеменев «Протест», Красноярск
- В. Москаленко «Ку-ка-ре-ку», Красноярск
- Э. де Фелиппо «Цилиндр», Красноярск
- Н. Саймон «Билокси Блюз», Красноярск
- Н. Волков «Волшебник изумрудного города», Красноярск
- Л. Браусевич «Аленький цветочек», Ачинск
- А. Хайт «Приключения кота Леопольда», Красноярск
- А. Линдгрен «Малыш и Карлсон», Красноярск
- Х. Андерсон «Снежная королева», Красноярск
- Р. Куни «Барселона», Красноярск
- А. Милн «Винни-Пух», Красноярск
- С. Злотников «Пришел мужчина к женщине», Красноярск
- А. Крым «Какой идиотизм родиться женщиной», Красноярск

### Прочие работы
Постановка танцев и пластики:
- Г. Горин «Поминальная молитва», Красноярск.
- П. Бомарше «Севильский цирюльник», Красноярск.
- В. Набоков «Камера обскура», Петрозаводск.
- Р. Куни «Он, она, окно и тело», Красноярск, 2004 год.
- А. Николаи «Любовь до гроба», Красноярск, 2005 год.
- А. Хайт «Приключения кота Леопольда», Красноярск, 2004 год.

Авторство текстов и музыки:
- А. Линдгрен «Малыш и Карлсон», 2010 год (автор текстов песни).
- Сказка «Горя бояться — счастья не видать» (автор текстов и музыки).

## Награды и звания
- 1982 год — лучший по профессии 1 степени" за исполнение ролей Колька Почуфаров в спектакле «Мельница счастья».
- 1984 год — победитель смотра-конкурса творческой молодежи сезона 1983—1984 гг.
- 1984 год — лауреат премии журнала «Театральная жизнь».
- 1985 год — победитель Краевого конкурса «Лучшая мужская роль сезона».
- 1986 год — диплом «Победитель краевого смотра творческой молодежи».
- 1988 год — победитель смотра-конкурса творческой молодежи за роль Алеши в спектакле В. Розова «Кабанчик».
- 1988 год — победитель Краевого конкурса «Лучшая мужская роль сезона» за роль Алеши в спектакле «Кабанчик».
- 1992 год — лауреат премии Латвийской Республики.
- 1994 год — победитель Краевого конкурса «Лучшая мужская роль сезона» роль Мима в спектакле «Грехопадение».
- 1998 год — лучшая мужская эпизодическая роль за роль Писаря в спектакле «Санта-Крус».
- 1998 год — диплом в номинации «Вкус премьеры» за работу в спектакле «Семейный портрет с посторонним».
- 2000 год — победитель Краевого конкурса «Лучшая мужская роль сезона» за роль Кассия в спектакле «Калигула».
- 2001 год — премия им. В. Редлих «Сибирский транзит». Лучшая мужская роль (диплом 1 степени им. Веры Редлих) за роль Градобоева в спектакле «Горячее сердце».[7]
- 2003 год — Победитель Краевого конкурса «Лучшая мужская роль сезона».[8]
- 2003 год — обладатель знака «Наше наследие».
- 2003 год — диплом зрительского конкурса за роль Алексея в спектакле «Петр и Алексей».
- 2003 год — лучшая мужская роль в спектакле «Петр и Алексей».
- 2004 год — диплом краевого смотра-конкурса «Лучший ввод» за роль Льва Скорика в спектакле Нины Садур «Веселый солдат».
- 2005 год — победитель номинации «Лучшая премьера сезона» «Приключения кота Леопольда».
- 2005 год — заслуженный артист России.
- 2006 год — диплом краевого смотра-конкурса «Солнце Сезона» за роль Микича в спектакле «Ханума».
- 2007 год — лучший актер сезона.[9]
- 2010 год — лучший актер сезона.[10]
- 2014 год — победитель фестиваля «Театральная весна»: лучшая мужская роль в драматическом спектакле за роль Александра в спектакле «Тихий шорох уходящих шагов».
- 2017 год — лучший актер сезона.[11]